# Fuerte Carondelet
El fuerte Carondelet fue un fuerte de época de la Luisiana Española situado a orillas del río Osage en el condado de Vernon, Misuri, EE. UU.

## Historia

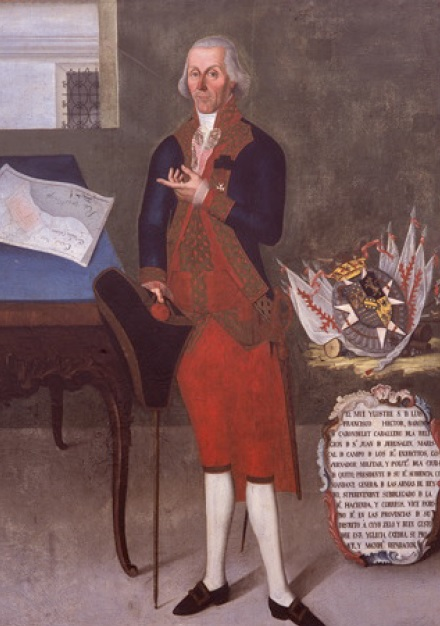
Francisco Luis Héctor, barón de Carondelet, homónimo del Fuerte Carondelet

Fue construido en 1795 como puesto para el comercio de pieles, la principal actividad económica de la anterior Nueva Francia, con el respaldo económico de la influyente familia Chouteau. Su construcción fue precedida por los acuerdos españoles con la Nación Osage para establecerse en la región. Además, permitió a Auguste Chouteau obtener una concesión monopolística con la que consolidar el comercio de pieles a lo largo del río Osage, actividad que se remontaba a 1787. Su nombre se debe al gobernador Francisco Luis Héctor de Carondelet. El fuerte contaba con una guarnición de veinte soldados. Ante la pérdida del monopolio comercial en favor de Manuel Lisa, la familia Chouteau vendió el fuerte 1802, que fue definitivamente abandonado ese mismo año.
En 1806 época estadounidense del Territorio de Luisiana, fue descrito como en estado ruinoso por la expedición de Pike.
Los últimos testimonios del fuerte datan de 1874 cuando los restos del fuerte y sus edificios aun eran visibles. En 1940 se estableció en los antiguos terrenos del fuerte una población de la Iglesia de Israel (afiliada al movimiento de Identidad Cristiana ) 